# Nomioidinae

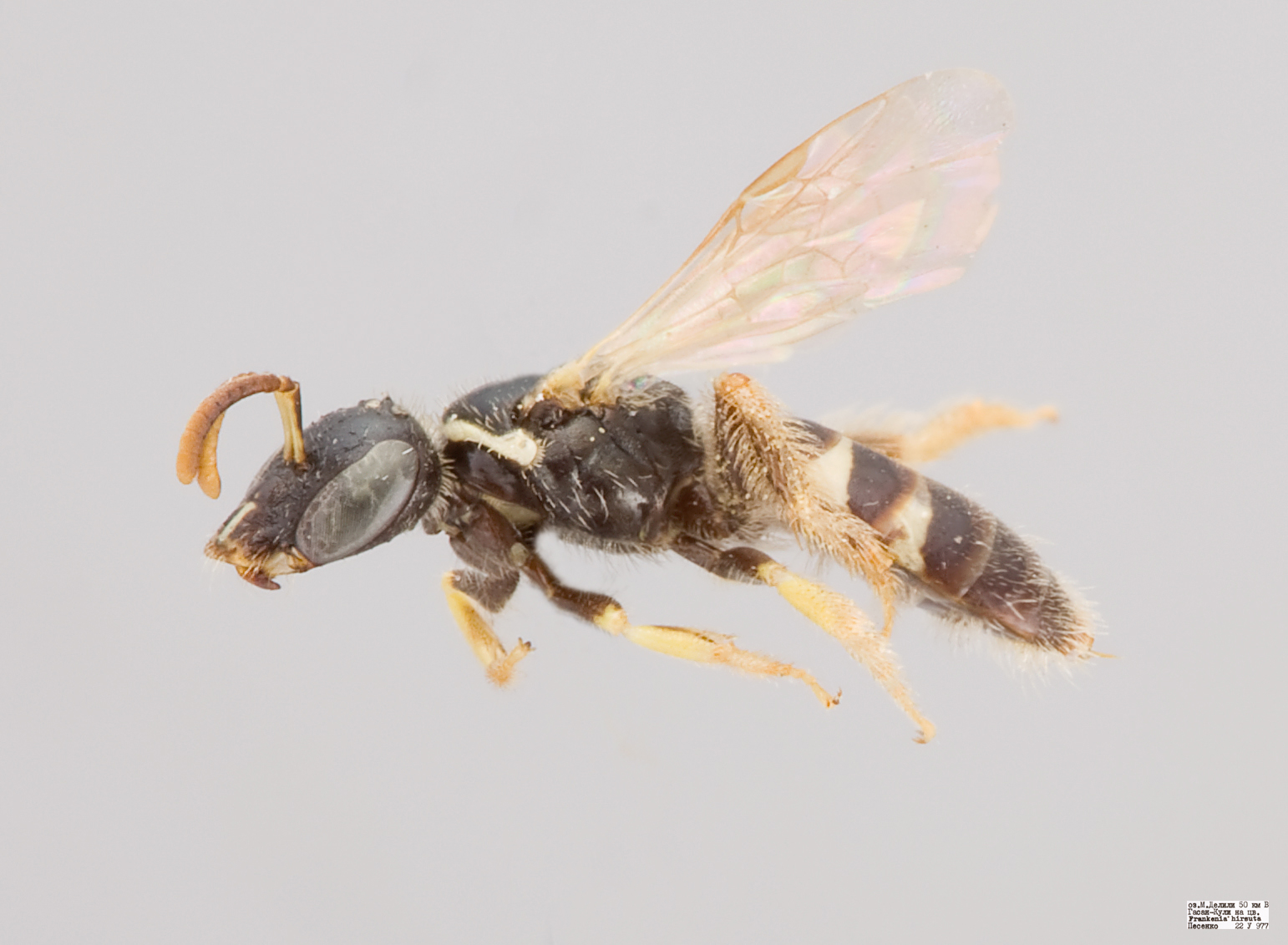
Samica Nomioides chalybeatus

Nomioidinae – podrodzina owadów z rzędu błonkoskrzydłych, nadrodziny pszczół i rodziny smuklikowatych.

## Opis
Pszczoły o słabo zesklerotyzowanym ciele długości od 2,5 do 6,5 mm. Oskórek głowy i tułowia jest matowy wskutek drobnego punktowania, czasem ubarwiony metalicznie niebiesko lub zielono. Zazwyczaj wszystkie części ciała (tagmy) mają żółte lub kremowe znaki, niekiedy zajmujące prawie całą metasomę, choć ta może być również całkowicie czarna. Samice mają wargę górną o wierzchołku wydłużonym w wyrostek pozbawiony kila po stronie grzbietowej. Wewnętrzna krawędź oczu jest wyraźnie wcięta. Tułów cechuje się wyraźnymi, skierowanymi silnie ku dołowi rowkami episternalnymi, sięgającymi za poziom rowków skrobalnych. Użyłkowanie skrzydła charakteryzuje się zaokrąglonym lub ściętym wierzchołkiem komórki marginalnej. Metasoma jest, zwłaszcza u samic, spłaszczona. Jej tergity od pierwszego do czwartego pozbawione są łatek owłosienia. U samic fimbria przedpygidialna nie jest podzielona pośrodku podłużnym obszarem nagiego lub delikatnie i krótko owłosionego oskórka. Samice mają dobrze rozwinięte skopy na udach i krętarzach oraz penicilusy na tylnych nadstopiach. Metasomę samców cechuje prostej budowy szerokie siódme sternum i szeroki, zaopatrzony w szerokie spiculum i często długi wyrostek szczytowy ósmy sternit.

## Biologia i występowanie
Pszczoły te gniazdują w glebie. Gniazdo składa się z wąskiej, pionowej norki, z której odchodzą korytarze boczne – każdy z nich zakończony jest prawie poziomą komórką. Po zaopatrzeniu komórek w pyłek i złożeniu jaj boczne korytarze są zasypywane. Samice są samotnicami lub zasiedlają gniazda w komunalnych grupach, ale bez podziału na kasty.
Nomioidinae są polilektyczne, tj. zbierają pyłek różnych roślin. Zimują obie płcie w stadium dorosłym.
Przedstawiciele podrodziny występują wyłącznie w Starym Świecie. W Polsce występuje tylko Nomioides minutissimus.

## Systematyka i filogeneza
Wyniki opublikowanej w 2013 przez Hedtke, Patiny i Danfortha filogenetycznej analizy molekularnej wskazują, że Nomioidinae stanowią grupę siostrzaną dla smuklikowatych właściwych.
Do podrodziny tej należą 3 rodzaje:
- Cellariella Strand, 1926
- Ceylalictus Strand, 1913
- Nomioides Schenck, 1867 – łusareczek[3]